# Stefan Rosental
Stefan Rosental (ur. 6 stycznia 1886 w Warszawie, zm. 9 listopada 1917 w Moskwie) – polski lekarz neurolog i psychiatra.

## Życiorys

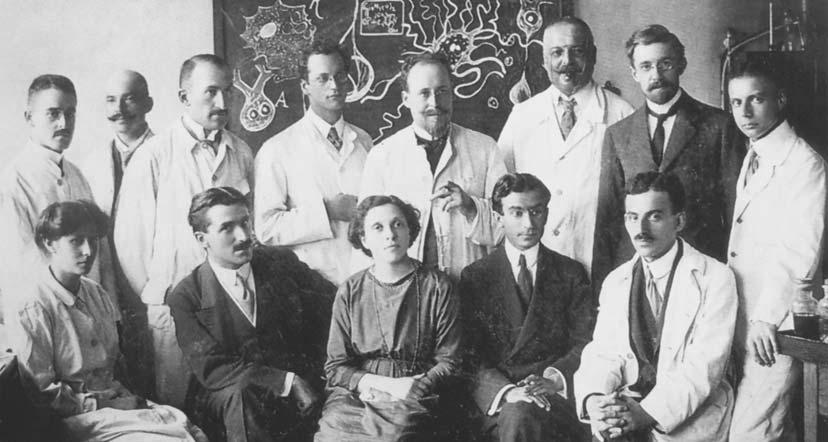
Stefan Rosental (trzeci z lewej w drugim rzędzie) w gronie współpracowników Alzheimera, Monachium, 1909 lub 1910 rok

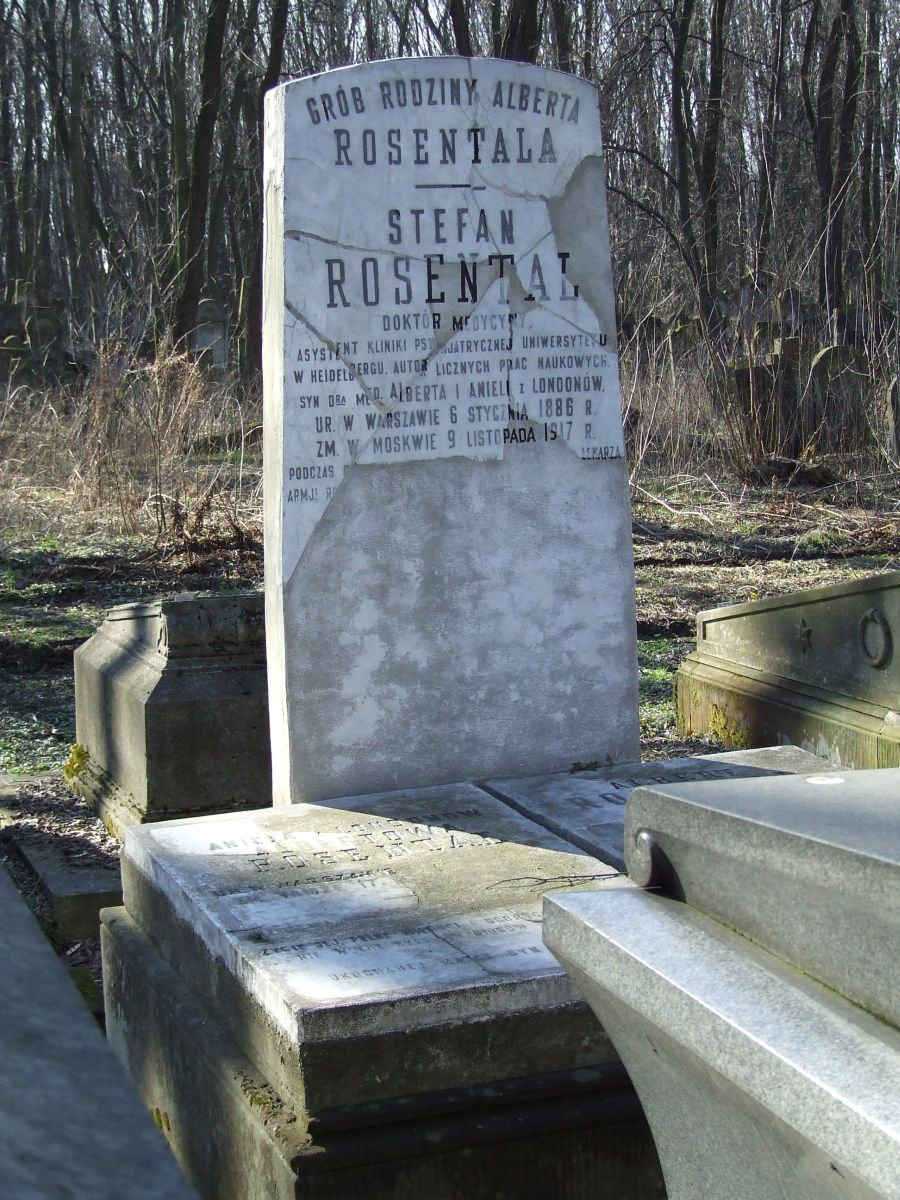
Symboliczny grób Stefana Rosentala na cmentarzu żydowskim przy ulicy Okopowej w Warszawie

Urodził się w Warszawie w rodzinie żydowskiej, jako syn lekarza psychiatry Alberta Rosentala (1857–1921) i Anieli z Londonów. Miał młodszego brata Tadeusza (1888–po 1938). Mieszkał razem z rodzicami w budynku Szpitala św. Jana Bożego przy ul. Bonifraterskiej. Ukończył IV Gimnazjum w Warszawie w 1903 roku, następnie podjął studia na wydziale matematycznym Uniwersytetu Warszawskiego. Po semestrze zmienił kierunek na medycynę, ale w 1905 roku zamknięto uczelnię i Rosental udał się na dalsze studia do Wrocławia. Potem studiował na Uniwersytecie Jerzego Augusta w Getyndze oraz Uniwersytecie Ruprechta i Karola w Heidelbergu. Stopień doktora medycyny otrzymał (cum eximia laude) na Uniwersytecie Fryderyka Wilhelma w Berlinie w 1909 roku; promotorem jego pracy był Theodor Ziehen. W 1910 roku nostryfikował dyplom na Imperatorskim Uniwersytecie Noworosyjskim w Odessie, stamtąd jako lekarz okrętowy odbył podróż do Egiptu i Syrii. W drodze powrotnej zatrzymał się w Wiedniu, gdzie przez pół roku pracował w Instytucie Patologii Ogólnej i Eksperymentalnej u Richarda Paltaufa oraz w Klinice Psychiatrii i Neurologii u Arthura Biedla i Juliusa Wagnera-Jauregga. Następne dwa lata pracował w Laboratorium Anatomicznym Kliniki Psychiatrycznej Uniwersytetu Ludwika i Maksymiliana w Monachium, gdzie uczył się u Aloisa Alzheimera. W grudniu 1912 roku miał odczyt na II Zjeździe neurologów, psychiatrów i psychologów polskich w Krakowie.
W lipcu 1914 został asystentem wolontariuszem (Volontärassistent) w klinice psychiatrycznej w Heidelbergu, którą kierował Franz Nissl. Niedługo potem jako lekarz armii rosyjskiej został zmobilizowany do wojska. Najpierw był członkiem grodzieńskiej komisji ewakuacyjnej, od 1915 pełnił służbę w głębi Rosji, w Petersburgu i w Moskwie. Zmarł 9 listopada 1917 roku w Moskwie z powodu choroby zakaźnej, wiadomość o jego śmierci została potwierdzona dopiero trzy miesiące później. Został pochowany na Cmentarzu Dorogomiłowskim w rejonie Dorogomiłowo w Moskwie. Symboliczny grób znajduje się na cmentarzu żydowskim przy ulicy Okopowej w Warszawie.
Notatka o śmierci Rosentala ukazała się w „Allgemeine Zeitschrift für Psychiatrie”, krótki komentarz o życiu neurologa towarzyszył publikacji pośmiertnej na łamach „Zeitschrift für die gesamte Neurologie und Psychiatrie”. Dłuższe wspomnienie przygotowywane przez Nissla nie zostało dokończone z powodu jego śmierci. W polskiej prasie medycznej wspomnienia pozgonne pojawiły się w „Medycynie i Kronice Lekarskiej” i „Gazecie Lekarskiej”.
Stanisław Orłowski cytował przetłumaczony na polski list polecający Nissla z 1913 roku, w którym ten wypowiadał się o Rosentalu następująco:

„D-r Rozental może być uważany wprost za ideał asystenta – we wszystkich dziedzinach, które miał poruczane, wykazał się zasługami niezwykłemi. Nie tylko prowadził on bez zarzutu wszystkie prace naukowe, do których przystępował, lecz stale dążył do dalszego rozwoju i kształcenia się w obranym kierunku. Nie miał skłonności, właściwej tak wielu młodszym lekarzom, by przedwczesnem ogłaszaniem prac zwracać na siebie uwagę; przeciwnie, pod tym względem życzyłbym mu, w jego własnym interesie, mniej nieco skromności.”

Natomiast Maurycy Bornsztajn tak pisał o zmarłym koledze:

„Cechuje całą działalność naukową Rosenthala – tak krótką niestety! – nasamprzód wielkie, bezgraniczne umiłowanie nauki, bezprzykładna rzetelność w stosunku do niej, niepowszechni krytycyzm w ocenianiu wyników własnych i cudzych, chęć nieprzeparta zgłębienia danego problemu naukowego do gruntu. (...) Widać aż nadto wyraźnie, ile straciła przez jego śmierć nauka. Co zaś straciło społeczeństwo i rodzina, ten tylko ocenić potrafi, kto go znał bliżej, jako człowieka, pełnego porywów idealnych, wszechstronnych zainteresowań i prawdziwej dobroci. Cześć Jego pamięci!”

## Dorobek naukowy
W dorobku naukowym Rosentala znajduje się około 20 prac w języku polskim i niemieckim, z których ostatnia ukazała się pośmiertnie, niedokończona. Pierwsze prace dotyczyły psychopatologii: dysertacja doktorska poświęcona była urojeniom w przebiegu melancholii. Kolejne jego prace dotyczyły zastosowania metod serologicznych w psychiatrii; opublikował pracę na temat składu krwi u chorych na padaczkę, a także o zastosowaniu tzw. metody Abderhaldena. W jego dorobku znajdują się prace kazuistyczne: opis guza rzekomego mózgu (pseudotumor cerebri) i ostrej śmiertelnej katatonii. Interesował się zagadnieniem stosunku pojemności czaszki do wagi mózgowia w chorobach umysłowych. Pracując u Nissla poświęcił się badaniu neurogleju i zmian w nim w przebiegu schizofrenii.

## Lista prac
- (Referat) O rozpoznaniu anatomicznem psychoz organicznych (Z demonstracyą preparatów). Medycyna i Kronika Lekarska 43 (31), s. 773–774, 1908
- Die Wahnbildung bei der Melancholie. Berlin: G. Schade, 1909
- Uczucie zmiany osobowości w symptomatologii melancholii. Medycyna i Kronika Lekarska 44 (47), s. 1143–1150, 1909
- Das Verhalten der antiproteolytischen Substanzen im Blutserum bei der Epilepsie, „Zeitschrift für die gesamte Neurologie und Psychiatrie”, 3 (1), 1910, s. 588–624, DOI: 10.1007/BF02893614.
- Histologische Befunde beim sog. Pseudotumor cerebri, „Zeitschrift für die gesamte Neurologie und Psychiatrie”, 7 (1), 1911, s. 163–179, DOI: 10.1007/BF02865137.
- O zachowaniu się w padaczce ciał antyproteololitycznych surowicy krwi. Autoreferat. Medycyna i Kronika Lekarska 11, 1911
- Die Hemiplegien ohne anatomischen Befund. Zeitschrift für die gesamte Neurologie und Psychiatrie Referate 5 (2, 3), s. 113f; 225, 1912
- Eine Verstimmung mit Wandertrieb und Beziehungswahn. Jahrbücher für Psychiatrie und Neurologie 32 (3), s. 330–358, 1911
- Badania doświadczalne nad przeistoczeniem ameboidalnym neuroglii (Referat). Medycyna i Kronika Lekarska 47 (30), s. 610, 1912
- Zur Frage der Schädelkapazitätsbestimmung (Referat). Allgemeine Zeitschrift für Psychiatrie und ihre Grenzgebiete 71, s. 330–331, 1914
- Über einen schizophrenen Prozeß im Gefolge einer hirndrucksteigernden Erkrankung, „Zeitschrift für die gesamte Neurologie und Psychiatrie”, 24 (1), 1914, s. 300–336, DOI: 10.1007/BF02866456.
- Zur Methodik der Schädelkapazitätsbestimmung mit Hinsicht auf einen Fall von Hirnschwellung bei Katatonie. Neurologisches Centralblatt 33 (12, 14), s. 738–743, 809–, 1914
- Intravitale und postmortale Hirnschwellung; eine Erwiderung auf die Ausführungen Reihardt’s. Neurologisches Centralblatt 33, s. 1085–1088, 1914
- Experimentelle Studien über amöboide Umwandlung der Neuroglia. W: Franz Nissl, Alois Alzheimer (Hrsg.): Histologische und histopathologische Arbeiten über die Grosshirnrinde: mit besonderer Berücksichtigung der pathologischen Anatomie der Geisteskrankheiten Band 6. G. Fischer, 1913 s. 89–160
- Stefan Rosental, Walther Hilffert, Zur Frage der klinischen Verwertbarkeit des Abderhaldenschen Dialysierverfahrens in der Psychiatrie, „Zeitschrift für die gesamte Neurologie und Psychiatrie”, 26 (1), 1914, s. 6–21, DOI: 10.1007/BF02874455.
- Zwei Fälle von Katatonie mit Hirnschwellung. W: Nissl F (Hrsg.): Beiträge zur Frage nach der Beziehung zwischem klinischem Verlauf und anatomischem Befund bei Nerven- und Geisteskrankheiten. Band 1, Heft 2, s. 1–112. Berlin: J. Springer, 1914
- Ein Fall von organischer Verblödung mit eigenartigen Spannungszuständen der Muskulatur. Demonstration in naturhist. med. Verein in Heidelberg am 5 Mai 1914. Autoreferat. Neurologisches Centralblatt 34 (13), s. 477–478, 1915
- Stephan Rosental, Über Anfälle bei Dementia praecox, „Zeitschrift für die gesamte Neurologie und Psychiatrie”, 59 (1), 1920, s. 168–216, DOI: 10.1007/BF02901085.